# Der Tiger des Zirkus Farini
Der Tiger des Zirkus Farini er en tysk stumfilm fra 1923 af Uwe Jens Krafft.

## Medvirkende
- Helena Makowska
- Arnold Korff
- Elsie Fuller
- Rudolf Lettinger
- Albert Patry
- Ferry Sikla
- Luigi Serventi